# Scarborough Fair (fiera)
Scarborough Fair è una tradizionale fiera inglese.

## La fiera
Durante il periodo medievale la località marittima di Scarborough era un importante punto di riferimento per i commercianti provenienti da tutto il Regno Unito. La cittadina era sede di un'esposizione commerciale che aveva inizio il 15 agosto e durava quarantacinque giorni, un periodo eccezionalmente lungo per una fiera, a quei tempi.
I mercanti giungevano da ogni parte dell'Europa: Inghilterra, Norvegia, Danimarca, il Baltico e l'Impero bizantino. La fiera di Scarborough nacque da uno statuto approvato dal re Enrico III d'Inghilterra il 22 gennaio 1253. Il documento, che conferì a Scarborough numerosi privilegi, stabiliva che i cittadini e i loro eredi avrebbero potuto tenere una fiera all'interno delle mura del paese; fiera che sarebbe iniziata con l'Assunzione della Beata Vergine Maria e avrebbe avuto termine con la Festa di San Michele Arcangelo. Secondo il moderno calendario cattolico, le date corrispondono al 15 agosto e al 29 settembre.
Questa manifestazione attirò non solo commercianti: essi necessitavano di un luogo dove potersi rifocillare e amavano essere intrattenuti con giochi. Pertanto la fiera era affollata da compratori, venditori e i cosiddetti cercatori di divertimento. I prezzi erano stabiliti dalla regola della domanda e offerta, e i beni venivano scambiati anche con la regola del baratto. Testimonianze mostrano che dal 1383 il successo di Scarborough era destinato a crollare.
Nei primi anni del XVII secolo la concorrenza dei mercati e dalle fiere delle città vicine e la tassazione sempre più opprimente furono un duro colpo per la fiera, tanto che alla fine dovette essere abolita. Il mercato si riprese nuovamente nel XVIII secolo, ma a causa dell'accesa concorrenza, Scarborough Fair si spense definitivamente nel 1788.
La tradizionale Scarborough Fair non esiste oggigiorno, sebbene si svolgano ancora alcune celebrazioni durante il mese di settembre per ricordare l'evento originale.
Nel luglio 2006 Scarborough Fair fu testimone delle Medieval Jousting Competitions, finanziate attraverso il patrimonio reale, in aggiunta alle usuali attrazioni.